# 直-7
直-7為中華人民共和國於1960年代開始研製的重型直升機，技術指標瞄準Mi-6直昇機。
1969年中国航空研究院决定使用部分直5、直6零件研發一款两台涡轴-5甲发动机，6片旋翼的重型直升機。最大航程350千米，实用升限6000米。1971年直-7機體完工開始机体和部件的静力试验，最終機體試驗在超過設計強度的30%後才斷裂，試驗完美成功1975年5月，直-7零部件加工完成了97％，并已装配成两架原型机体，最大起飞重量達14400公斤。
然而該機的重型發動機和旋翼葉片的工業精度並非當時文革時期的中國大陸技術能達成，必須依賴蘇聯進口和技術援助，在國際上屬於高敏感軍用商品，鑒於中蘇交惡後蘇聯的防備心，以及日後可能受制於蘇聯的考量，再加上國防預算有限，決定1979年6月28日直-7重型直升机研制工作停止，將資源集中於法國血統的直-8中型直升機研製與國產化，該機載種較小技術相對簡單，果然日後成功達成了量產和國產化。